# Hästskär (Enklige, Kumlinge, Åland)
Hästskär är en ö i Åland (Finland). Den ligger i Skärgårdshavet och i kommunen Kumlinge i landskapet Åland, i den sydvästra delen av landet. Ön ligger omkring 49 kilometer nordöst om Mariehamn och omkring 240 kilometer väster om Helsingfors.
Öns area är 7,5 hektar och dess största längd är 360 meter i sydöst-nordvästlig riktning. Ön höjer sig omkring 10 meter över havsytan.